# Ben Chapman
James Keith Chapman (känd som Ben Chapman), född 8 juli 1940, är en brittisk Labourpolitiker. Han var parlamentsledamot för valkretsen Wirral South från 1997 till 2010.